# Nováky
Nováky (ungarisch Nyitranovák – bis 1882 Novák) ist eine Stadt im Westen der Slowakei, mit 4093 Einwohnern (Stand 31. Dezember 2024). Sie gehört zum Okres Prievidza, einem Kreis des Trenčiansky kraj und ist eines der Zentren des slowakischen Braunkohlebergbaus sowie Standort eines Kohlekraftwerks.

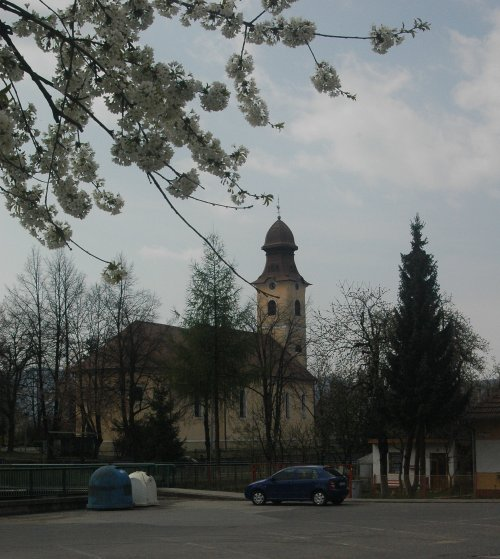
Kirche in Nováky

## Geographie
Die Stadt liegt in der Hornonitrianska kotlina (deutsch Oberneutraer Talkessel) am linken Ufer des Flusses Nitra, zwischen dem Vogelgebirge im Südosten sowie Ausläufern der Strážovské vrchy im Nordosten. Das auf der Höhe von 244 m n.m. liegende Ortszentrum ist 10 Kilometer von Prievidza, 55 Kilometer von Trenčín sowie 74 Kilometer von Nitra entfernt.
Verwaltungstechnisch besteht die Stadt aus den Gemeindeteilen:
- Horné Lelovce (1944 eingemeindet; deutsch Oberlelotz, ungarisch Felsőlelőc)
- Laskár (1944 eingemeindet; ungarisch Nyitralaszkár)
- Nováky

## Geschichte
Nováky wurde 1113 zum ersten Mal als Nuovac schriftlich in einem Stiftungsbrief der Benediktinerabtei des Hl. Hyppolyts in Zobor während der Regentschaft König Kolomans erstmals schriftlich erwähnt.
Nach Archivalien des Erzbistums Gran wurde die Pfarrei von Nováky bereits vor 1149 gegründet. Zwischen 1387 und 1395 gehörte die Ortschaft der ungarischen Krone. Kaiser Sigismund von Luxemburg belehnte mit Nováky einen seiner Gefolgsleute. Seit 1434 gehörte die Ortschaft der Familie Majthényi.
1560 kamen die Lehren der Reformation nach Nováky. Es gab Auseinandersetzungen zwischen dem zum Protestantismus übergetretenen Klerus und der katholisch gebliebenen Gutsherrenfamilie Majthényi. 1601 besetzten Truppen von Stephan Bocskai die Ortschaft. Über 100 Bauern wurden in jener Zeit erschlagen, was einen wirtschaftlichen Niedergang des Dorfes bedeutete. 1608 lebten nur noch 6 Familien in Nováky. 1626 vernichteten protestantische Söldner die Ortschaft, das Gleiche taten 1631 und 1663 türkische Truppen des Osmanischen Reiches.
Zwischen 1700 und 1703 erhielt der Ort anstelle der vernichteten alten romanischen Kirche ein neues Gotteshaus im klassizistischen Stil. Infolge der antihabsburgischen Kriege zwischen den Kaiserlichen (Labanzen) und den Kurutzen wurden 1708 Teile des Ortes erneut vernichtet.
1812 erhielt der Ort eine eigene Schule.
1831 hatte Nováky 673 Einwohner, Oberlelotz 232 und Laskar 159 Einwohner. 1890 wurde Unterlelotz eingemeindet.
Zu Beginn des 19. Jahrhunderts begannen sich Juden in Nováky anzusiedeln. Bereits 1830 wurde eine erste Synagoge gebaut. Da die jüdische Kommunität sehr rasch anwuchs, wurde 1870 eine neue Synagoge errichtet. 1875 wurden über 75 % des Majthény'schen Grossgrundbesitzes von Salomon Weinreb gepachtet. 1896 wurde eine jüdische Schule (Zwergschule) gegründet.
Nach dem Ersten Weltkrieg wurde Nováky am 10. Dezember 1918 von tschechoslowakischen Legionen besetzt. Gemäß dem Vertrag von Trianon wurde Nováky vom Königreich Ungarn abgetrennt und Teil der neu gegründeten Tschechoslowakei. Die ungarische und die jüdische Schule wurden 1919 aufgelöst.
In der Zeit der Ersten Slowakischen Republik befand sich von 1941 bis 1944 beim Ort (im Stadtteil Laskár) ein vom slowakischen Innenministerium betriebenes Konzentrationslager für slowakische Juden. Es diente 1942 als Sammellager für drei Eisenbahntransporte mit insgesamt vier- bis fünftausend Personen in die Vernichtungslager in das deutsche Generalgouvernement nach Lublin. Danach wurde das Lager als Konzentrationslager, in dem Werkstätten eingerichtet wurden, mit circa 1500 Häftlingen betrieben, als deutscher Berater fungierte der SS-Oberscharführer Ernst Brückler.
Am 5. April 1945 wurde Nováky von der Roten Armee besetzt.
In den Gebäuden des vormaligen Konzentrationslagers wurden ab August 1945 die Deutschen der umliegenden Ortschaften inhaftiert und eingesperrt, denen man (gemeinsam mit den Ungarn) anhand der Beneš-Dekrete (Nr. 33) die tschechoslowakische Staatsbürgerschaft aberkannt hatte und die nach Deutschland bzw. Österreich vertrieben werden sollten.
Im Jahre 1950 wurden die katholischen Ordensschwestern des Ordens Notre Dame, (die 1942 in Nováky die Rakovszky Kurie erwarben, um dort eine Mädchenschule zu betreiben) massiven Repressalien durch die kommunistischen Machthaber ausgesetzt. Der Orden wurde aufgelöst und die Ordensschwestern vertrieben.
In den ehemaligen Konzentrationslager wurde ein „Umerziehungslager“ für politisch „unzuverlässliche Elemente“ sowie „Feinde“ der (stalinistischen) Regimes eingerichtet.
1961 erhielt Nováky das Stadtrecht.
Am 15. August 2018, am Tage Mariä Himmelfahrt, wurde den Opfern der Deutschen, die in den Jahren 1945 bis 1946 im Internierungslager Nováky-Laskár ums Leben kamen in einer Feierstunde ein Mahnmal gesetzt. An der Feier nahmen Vertreter der Kirchen und des öffentlichen Lebens teil. Für die Bundesrepublik Deutschland legte der Botschafter, Herr Joachim Bleicker einen Kranz nieder.

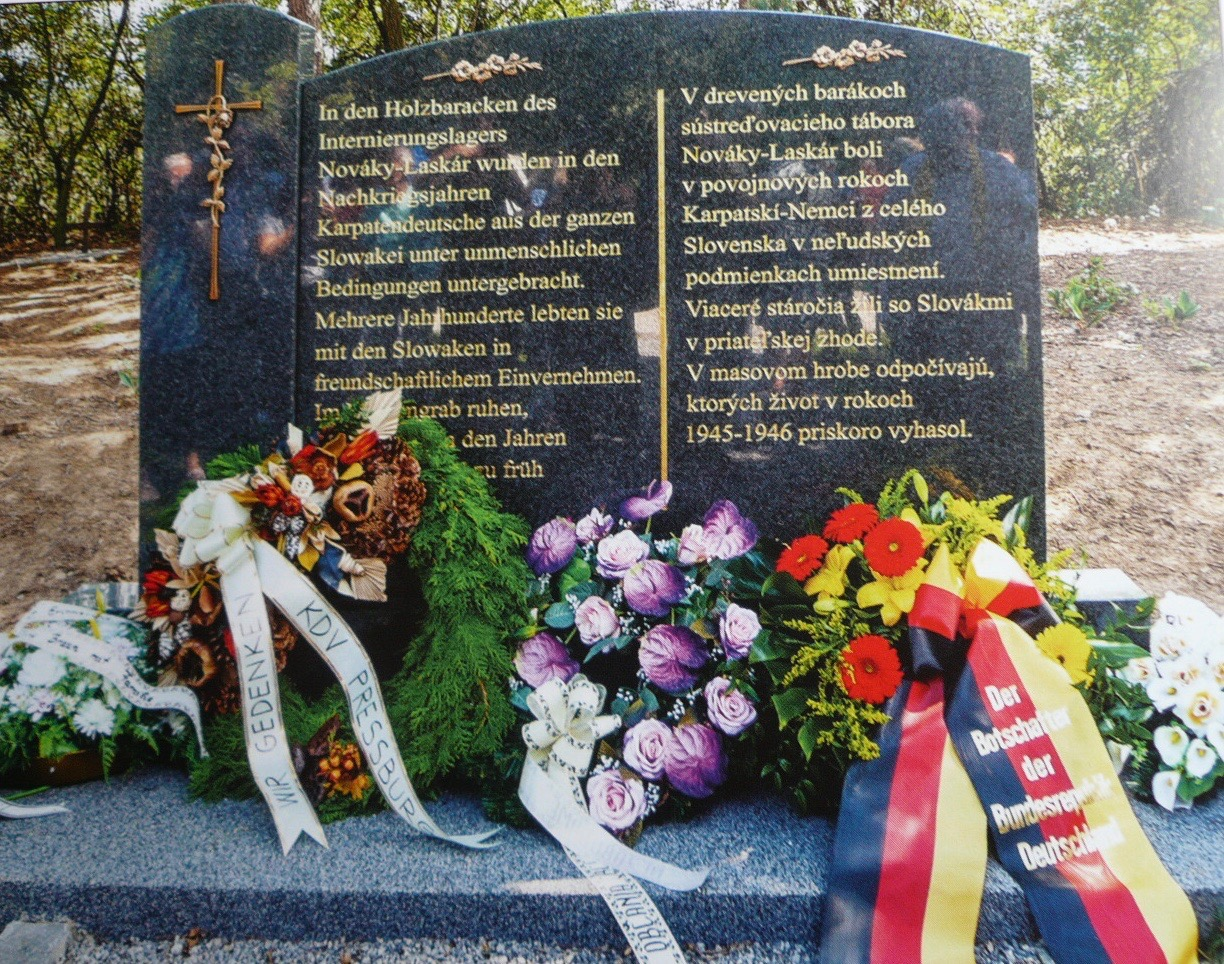
Denkmal am Massengrab des ehemaligen Internierungslagers Nováky-Laskár

Das Denkmal, das auf den Hügel des Massengrabes des ehemaligen Lagers Nováky auf der Gemarkung der Ortschaft Koš, dem ehemaligen Andreasdorf steht, hat eine zweisprachige Inschrift (Deutsch und Slowakisch), der deutsche Text lautet:
In den Holzbaracken des / Internierungslagers / Nováky-Laskár wurden in den / Nachkriegsjahren / Karpatendeutsche aus der ganzen / Slowakei unter unmenschlichen / Bedingungen untergebracht. / Mehrere Jahrhunderte lebten sie / mit den Slowaken in / freundschaftlichem Einvernehmen. / Im Massengrab ruhen, / deren Leben in den Jahren / 1945 – 1946 viel zu früh / erloschen ist.
Koš, Juni 2018
Am 26. April 2023 kam es in einem Kohlebergwerk der Stadt
in 200 Meter Tiefe zu einem Austritt von Grubengas. Durch die Entzündung und Verpuffung oder Deflagration des Methans wurden 9 Bergleute durch Hitze und Brandgas verletzt.

## Bevölkerung
| Jahr                | 1994 | 2004    | 2014    | 2024    |
| ------------------- | ---- | ------- | ------- | ------- |
| Anzahl der Personen | 4253 | 4426    | 4270    | 4093    |
| Unterschied         |      | +4,06 % | −3,52 % | −4,14 % |

| Jahr                | 2023 | 2024    |
| ------------------- | ---- | ------- |
| Anzahl der Personen | 4136 | 4093    |
| Unterschied         |      | −1,03 % |

## Sehenswürdigkeiten
Siehe: Liste der denkmalgeschützten Objekte in Nováky

## Sport
Die Wasserballer des KVP Nováky wurden mehrfach slowakischer Meister und schafften 1996 den Sprung unter die besten Acht in der erstmals ausgespielten Champions League. Das örtliche Schwimmbad ist zugleich das nationale Leistungszentrum für die Sportart und regelmäßiger Austragungsort internationaler Turniere.

## Wirtschaft
- Kraftwerk Nováky
- Fortischem (Energochemica Gruppe)[8]